# Albalate de las Nogueras (kommunhuvudort)
Albalate de las Nogueras är en kommunhuvudort i Spanien.   Den ligger i provinsen Provincia de Cuenca och regionen Kastilien-La Mancha, i den centrala delen av landet, 120 km öster om huvudstaden Madrid. Albalate de las Nogueras ligger 844 meter över havet och antalet invånare är 378.
Terrängen runt Albalate de las Nogueras är kuperad åt nordost, men åt sydväst är den platt. Albalate de las Nogueras ligger nere i en dal. Runt Albalate de las Nogueras är det mycket glesbefolkat, med 6 invånare per kvadratkilometer. Närmaste större samhälle är Priego, 9,8 km norr om Albalate de las Nogueras. Trakten runt Albalate de las Nogueras består till största delen av jordbruksmark.